# Rift de Asunción
El Rift de Asunción es una fosa tectónica compuesta y rift en el este de Paraguay. El rift se encuentra relleno de hasta 2.500 m de sedimentos en algunos lugares. Tiene una anchura de 40 a 25 kilómetros y se puede dividir en tres segmentos. El segmento occidental tiene un rumbo noroeste-sudeste y una longitud de más de 90 km entre las localidades de Benjamín Aceval y Paraguarí. La sección central se extiende desde Paraguarí a Villarrica en dirección este-oeste y tiene una longitud de 70 kilómetros. La parte oriental tiene una orientación noroeste-sudeste y una longitud de 40 km y va desde Villarrica hasta la Cordillera del Ybytyruzú.